# Heteromormyrus pauciradiatus
Heteromormyrus pauciradiatus är en fiskart som först beskrevs av Steindachner, 1866.  Heteromormyrus pauciradiatus ingår i släktet Heteromormyrus och familjen Mormyridae. IUCN kategoriserar arten globalt som otillräckligt studerad. Inga underarter finns listade i Catalogue of Life.